# 秋海棠白粉菌
秋海棠白粉菌（学名：Erysiphe begoniae）是属于白粉菌目白粉菌科白粉菌属的一种真菌，寄生在秋海棠属植物上。该种分布于中国。